# Ligne de Valmondois à Marines
La ligne de Valmondois à Marines est une ancienne ligne de chemin de fer secondaire à voie métrique de 22 km de longueur. Elle reliait les communes de Valmondois et de Marines dans le département du Val-d'Oise en traversant la plaine du Vexin.
Créée dans le cadre du plan Freycinet de 1880, la ligne fut tracée avec pour objectif de désenclaver l'arrière pays agricole vexinois en le reliant aux principaux axes ferroviaires de communication.

## Histoire
C'est en 1875 que nait le premier projet d’une ligne au départ de la gare de Valmondois, gare de la Compagnie du Nord, destinée à relier cette dernière à Méru en longeant la vallée du Sausseron. Bien qu'accepté par le département de l'Oise le 10 avril 1876, le projet fut finalement refusé en 1879 par le préfet de Seine-et-Oise.
Cette année-là, Léon Say, maire de L'Isle-Adam et conseiller général propose alors la mise à l'étude d'un projet alternatif qui est adopté à la suite de la récente promulgation de la loi Freycinet en 1880, facilitant la création de chemins de fer secondaires.
La concession est accordée en 1883 à la Société générale des chemins de fer économiques et les travaux démarrent un an et demi plus tard. Le tronçon de la ligne à voie métrique d'intérêt local reliant la gare de Valmondois au village d'Épiais-Rhus est inauguré le dimanche 13 juin 1886 et mis en service le lendemain, le 14 juin 1886. Il est très rapidement étudié un prolongement à la demande de Monsieur Alexandre Peyron, maire de Marines et conseiller général ; le prolongement jusqu'à cette localité est accordé par la concession du 12 juillet 1886 et mis en service le 7 novembre 1891.
Puis finalement, le même Monsieur Peyron fait une nouvelle demande de prolongement jusqu'à la gare de Chars, desservie par la Compagnie de l'Ouest, mais celui-ci est largement retardé, puis pris en main par cette dernière, soucieuse d'éviter la concurrence. Une jonction de six kilomètres, à voie normale (1 435 mm), voit finalement le jour entre Chars et Marines le 17 janvier 1911, la ligne de Chars à Marines. Il est longtemps question de mettre à voie normale la ligne de Valmondois à Marines afin d'assurer une continuité sans rupture de charge ; mais les pouvoirs publics ne donnent jamais suite au vu de la faible rentabilité attendue de l'opération.
La ligne rencontre un certain succès mais, dès les années 1930, la concurrence routière automobile et surtout celle de l'autocar devenant sérieuse, certaines circulations sont transférées sur route. Au second semestre 1947, une baisse importante de fréquentation est enregistrée et la multiplication des transports par camions réduit le trafic de marchandises à néant. 
Le déficit, accumulé depuis la fin de la Seconde Guerre mondiale, amène le conseil général de Seine-et-Oise à étudier le transfert sur route par autocar pour le service voyageurs. À la majorité, les conseillers généraux votent finalement l'arrêt du trafic le 28 janvier 1948. L'interruption définitive des circulations a lieu le 1er juillet 1949. La ligne est déclassée le 20 août 1951. L'ensemble du matériel et des installations restent en place jusqu'en 1953, année durant laquelle l'infrastructure (voie et signaux) est déposée et le matériel mis à la ferraille ou revendu. La ligne Marines – Chars est, quant à elle, supprimée le 9 janvier 1951 avec arrêt définitif du trafic le 1er mars 1951.

## Renouveau

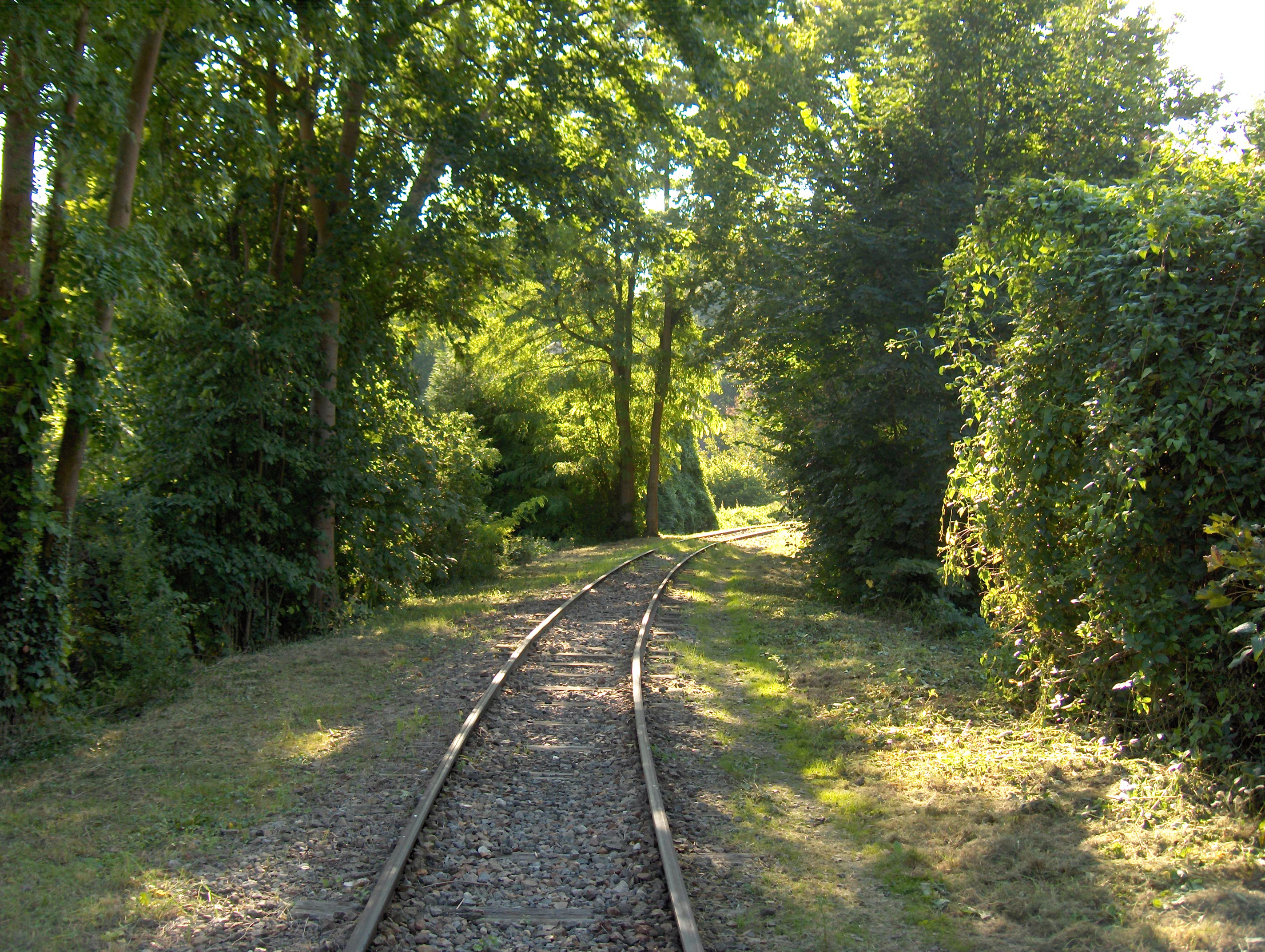
Voie de l'ancienne ligne à Butry-sur-Oise, utilisée par le Musée des tramways à vapeur et des chemins de fer secondaires français.

Durant les années 1970, un petit groupe de passionnés, désireux de faire revivre la grande époque de la ligne et de faire connaitre l'histoire de la vallée du Sausseron, crée une association, le Musée des Transports de la Vallée du Sausseron (MTVS), en vue de réhabiliter une partie des installations autour du dépôt sur seulement un kilomètre de l'ancienne ligne oubliée et de créer un musée des trains à vapeur.
Né en 1976, le MTVS est devenu depuis le musée des tramways à vapeur et des chemins de fer secondaires français. C'est tout naturellement que celui-ci s'est installé dans les anciens bâtiments du réseau à la gare de Valmondois, où ont été installés les ateliers de restauration du matériel roulant, puis le musée renfermant des locomotives et wagons dorénavant en état de marche. 

### Aujourd'hui

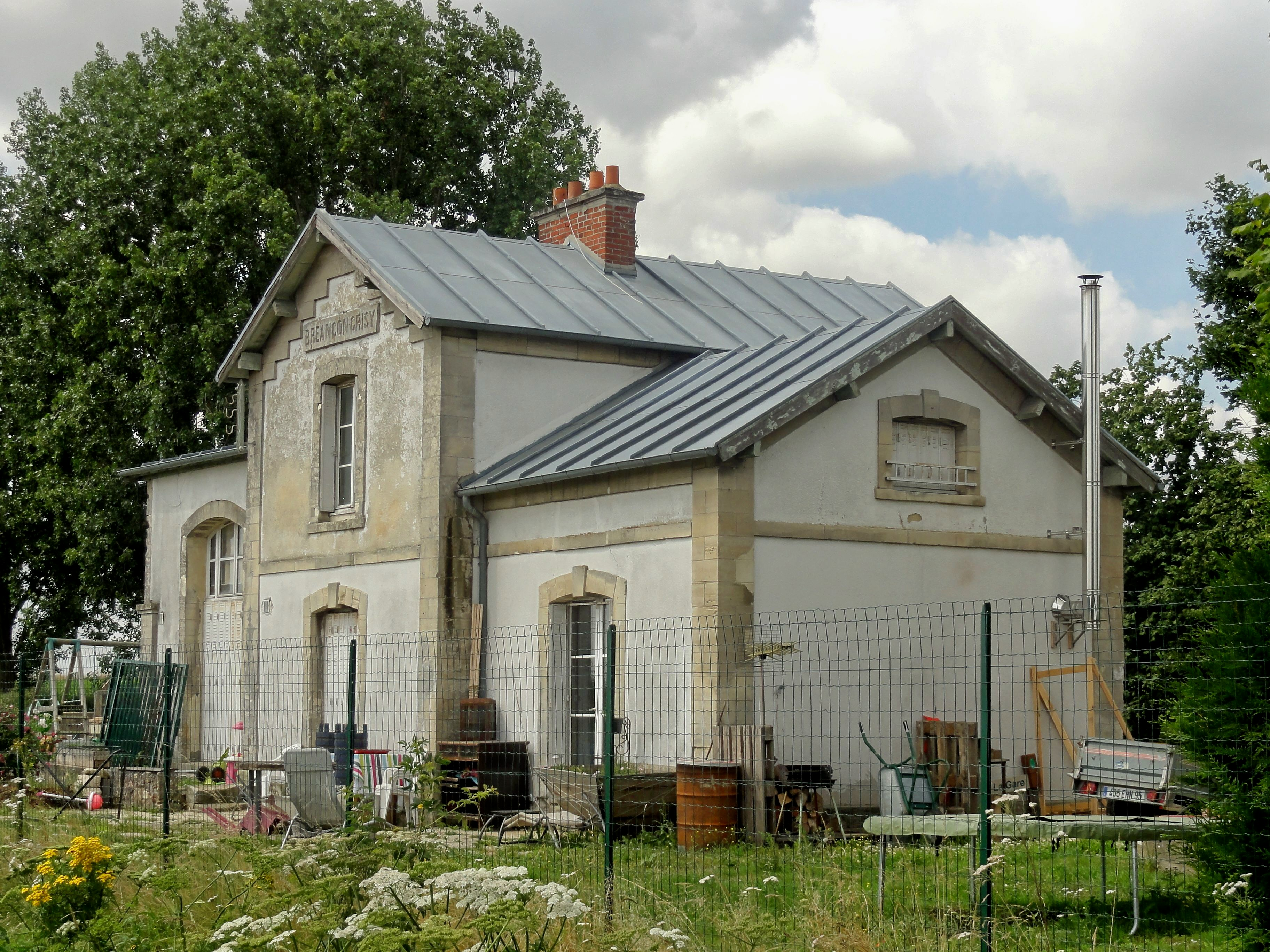
Ancienne gare de Bréançon - Grisy reconvertie en habitation.

La voie ferrée d'origine a totalement disparu et l'ancienne plateforme comprend des tronçons de chemins de randonnée de Butry à Nesles-la-Vallée (6,7 km), de Labbeville à Vallangoujard (2 km) intégrés dans une boucle cycliste du Vexin (praticable à VTT ou VTC, difficilement pour les vélos à pneus fins), de Bréançon à Marines (3 km), un sentier de 700 mètres au Nord-Est de l'ancienne gare de Vallangoujard et un chemin équestre de 1,5 km du lieu-dit Rhus (commune d'Épiais-Rhus) au gîte équestre de  Berval à Grisy. Le reste de la ligne est constitué, pour la plus grande partie, et intégrée dans des propriétés privées. La gare de Bréançon - Grisy, la seule restée en l'état, a d'ailleurs été reconvertie en gîte d'étape. Celle de Nesles-la-Vallée est devenue un foyer rural et celle de Vallangoujard une habitation. La gare de Marines est occupée par la direction départementale de l'Équipement (DDE). Seule une toute petite portion de voie métrique d'un kilomètre a pu être reconstituée entre la gare de Valmondois et le bois Thibault par les bénévoles du musée des tramways à vapeur car les anciens terrains ont été vendus lors de la fermeture de la ligne. Cette reconstitution est déposée en 2017-2018 lors de la fermeture pour être transformée en voie verte, dans le cadre du programme des boucles du Vexin,. Le musée est transferé à Crèvecœur-le-Grand.

## La ligne

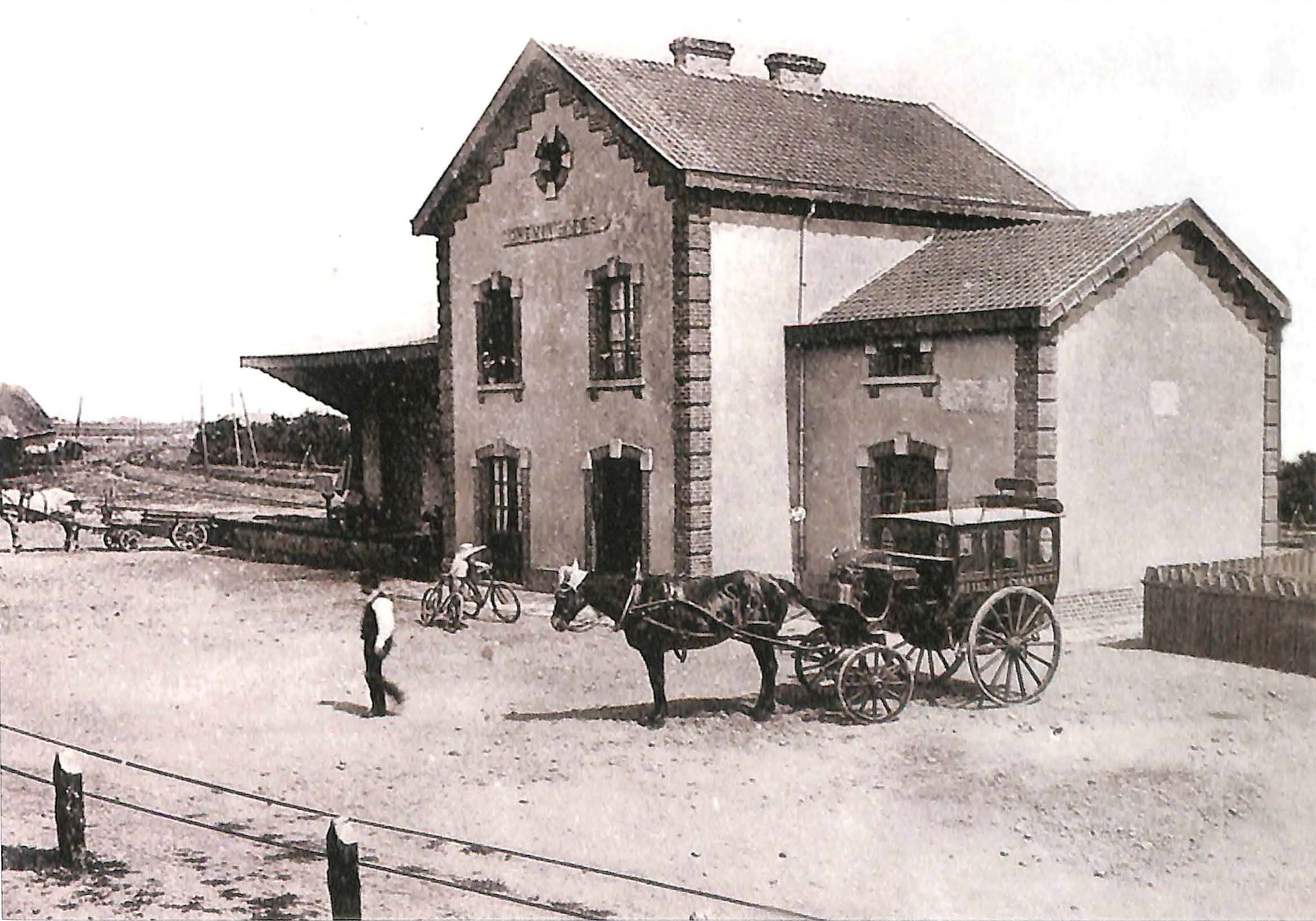
La gare de Marines avant la Première Guerre mondiale.

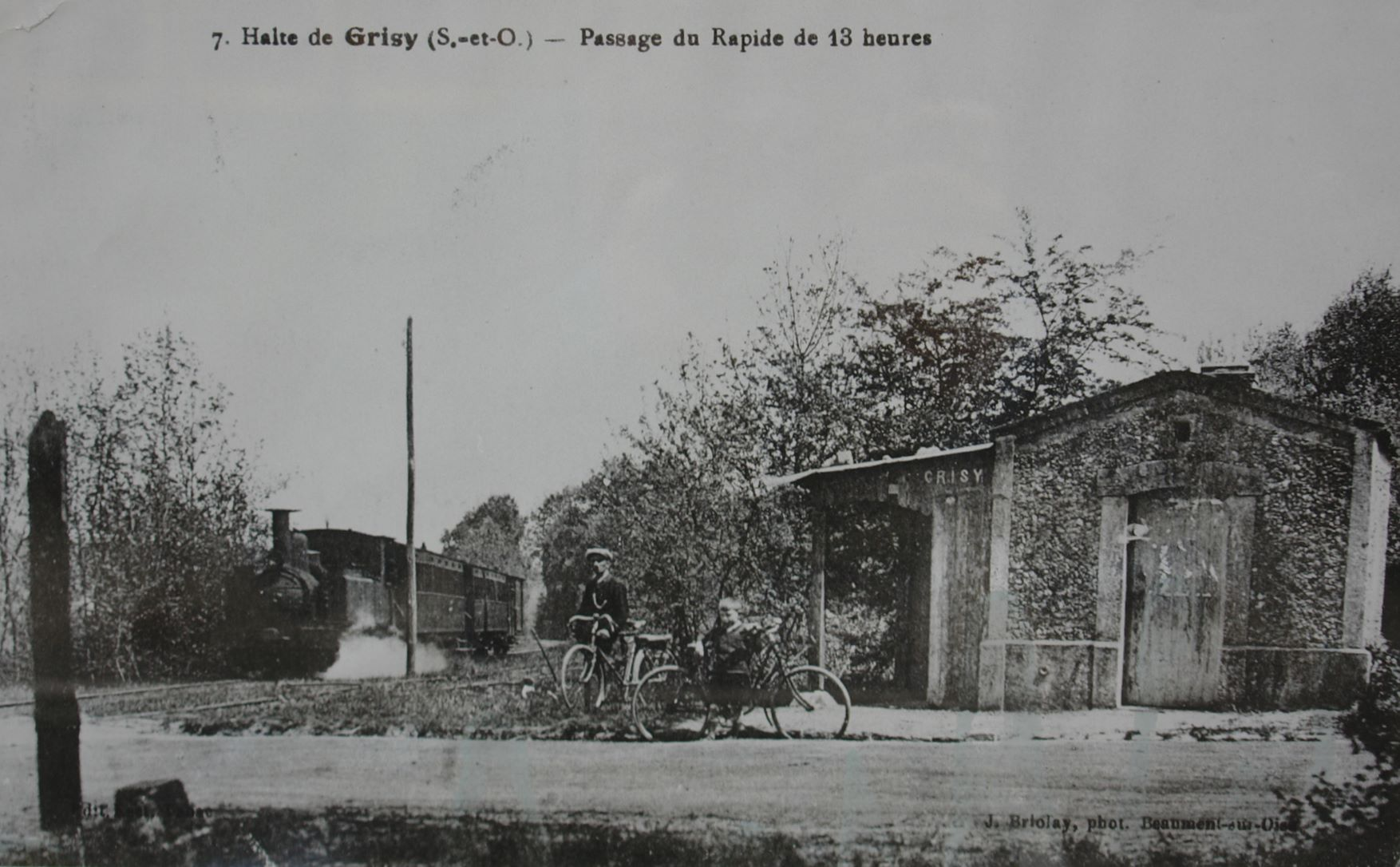
Un train à la halte de Grisy.

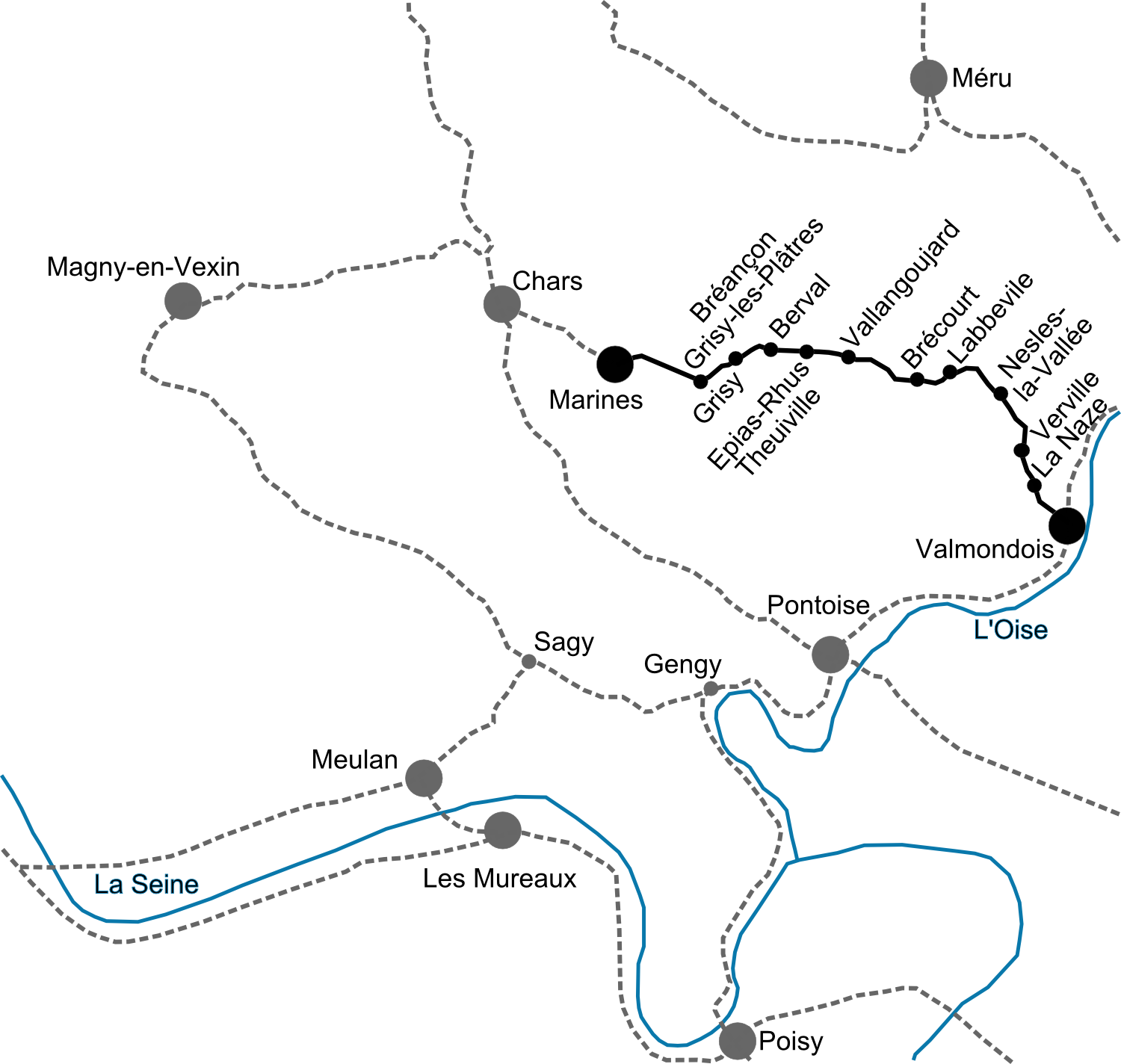
Tracé schématique de la ligne de Valmondois à Marines et des lignes environnantes.

La ligne est construite sur une plateforme de 5,50 à 6 mètres de largeur, prévue pour la circulation de véhicules d'un gabarit de 2,50 m de largeur.
Le rayon de courbure de la voie est au minimum de 200 mètres, à l'exception de la sortie de la gare de Valmondois où le rayon descend à 182 mètres. La rampe maximale est de 15 mm/m jusqu'à Épiais-Rhus, et de 20 mm/m sur une section de 1 300 mètres afin de grimper sur le plateau du Vexin. 
La ligne  comporte peu d'ouvrages d'art ; un seul pont-rail enjambe la route de Marines à Bréançon et plusieurs petits ponts permettent de franchir le cours du Sausseron.
La voie est équipée de rails vignole de 20 kg par mètre, en longueur de neuf mètres, reposant sur onze traverses de chêne. Celles-ci reposent sur un ballast de 30 à 40 cm d'épaisseur, constitué simplement de gros graviers provenant de l'Oise.

### Tracé
La ligne est constituée de deux sections :
- de Valmondois à Épiais-Rhus : 13,188 km ;
- d'Épiais-Rhus à Marines : 9,011 km[10].

### Les gares

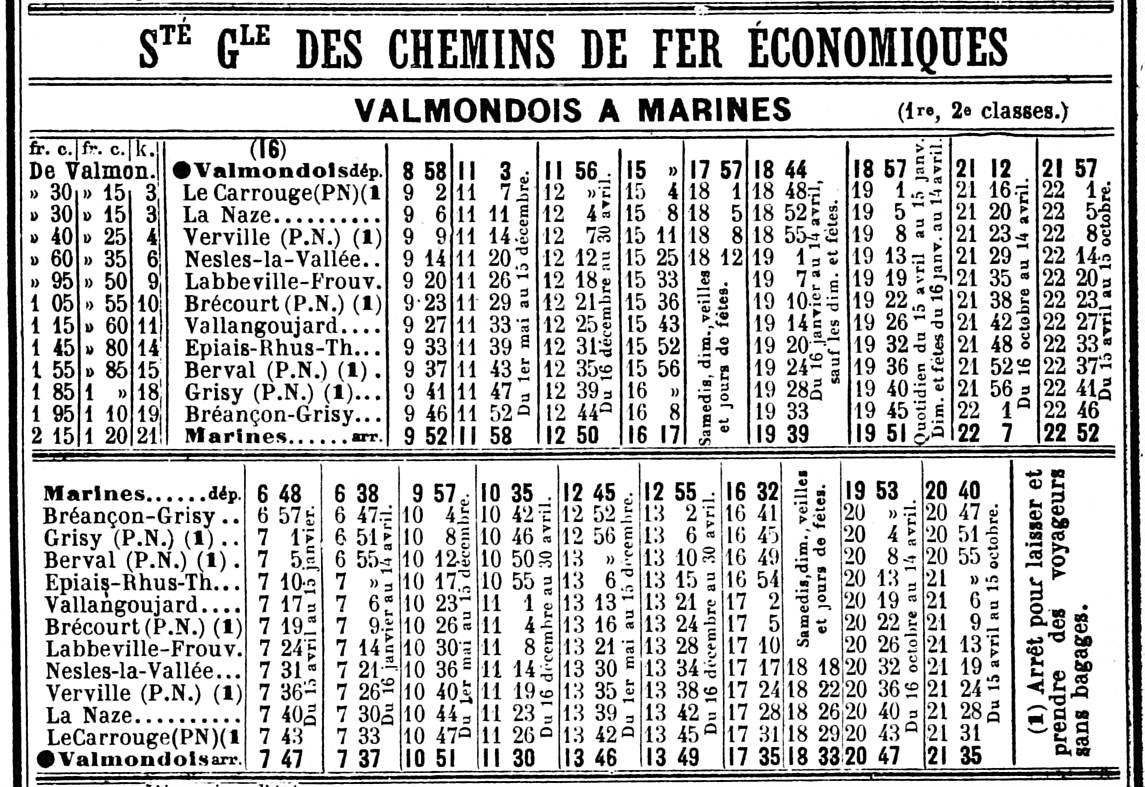
Les horaires entre Valmondois et Marines, en mai 1914.

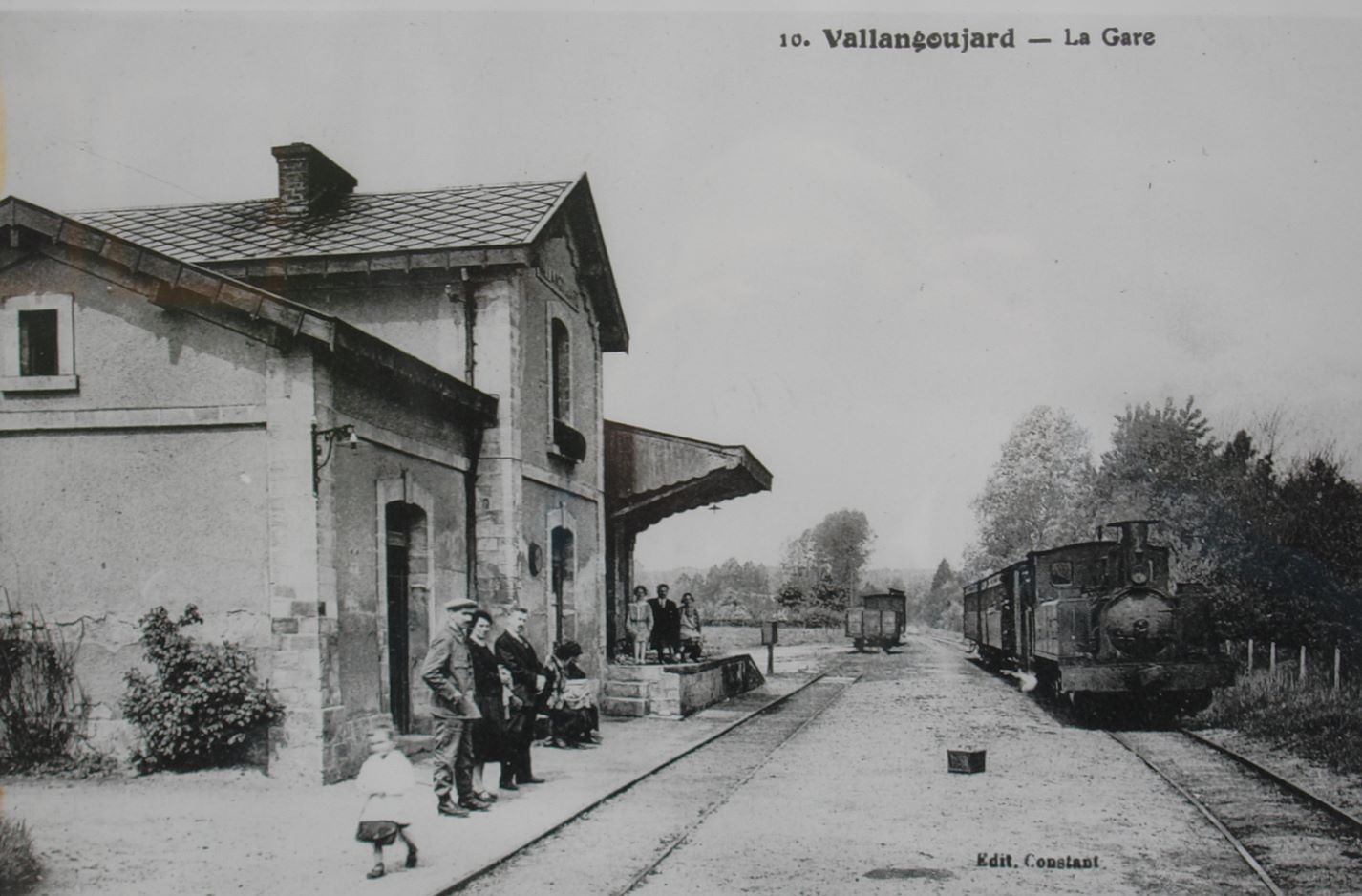
Un train à Vallangoujard.

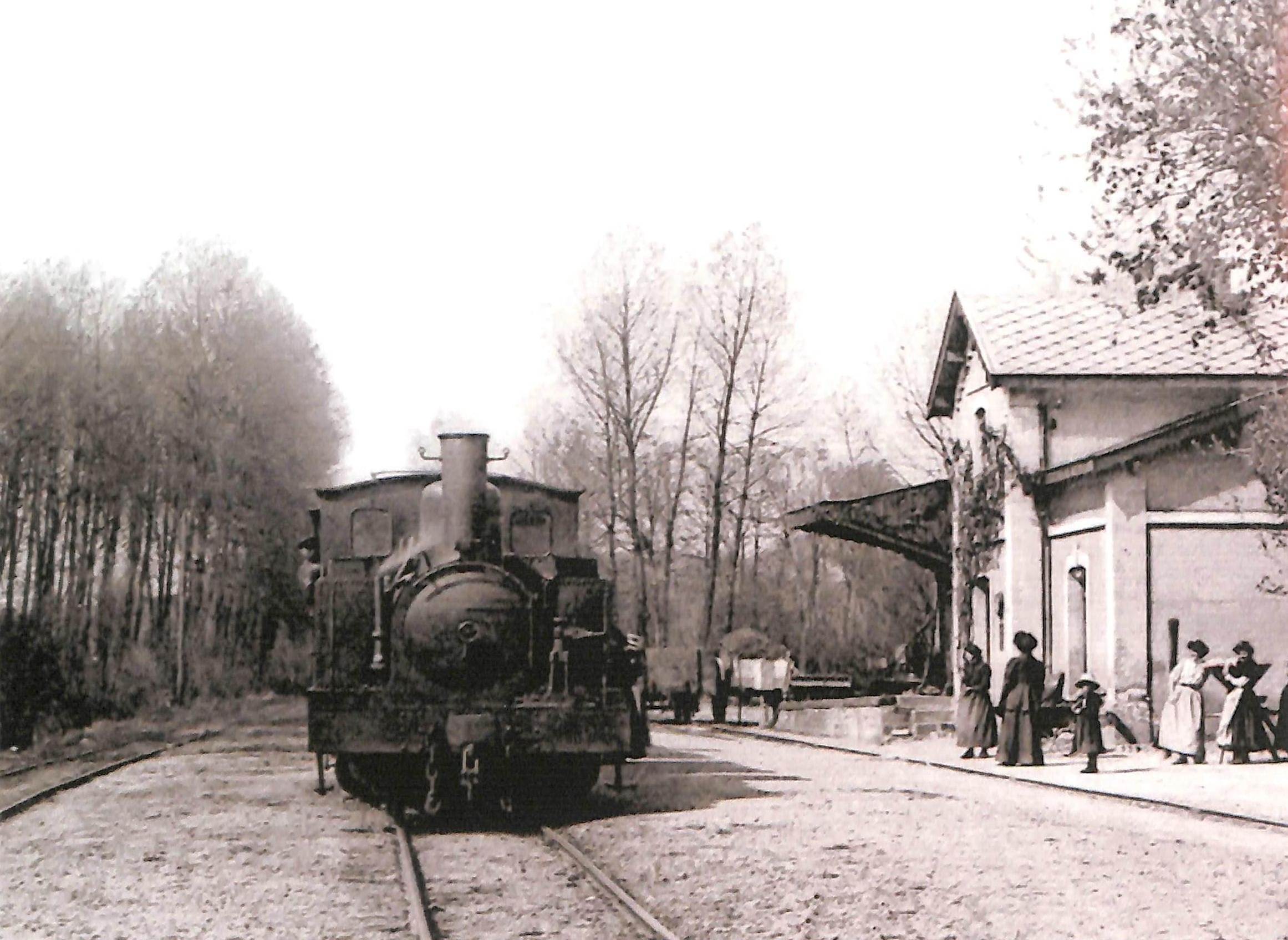
Une locomotive de type 031 T en gare de Nesles-la-Vallée dans les années 1920.

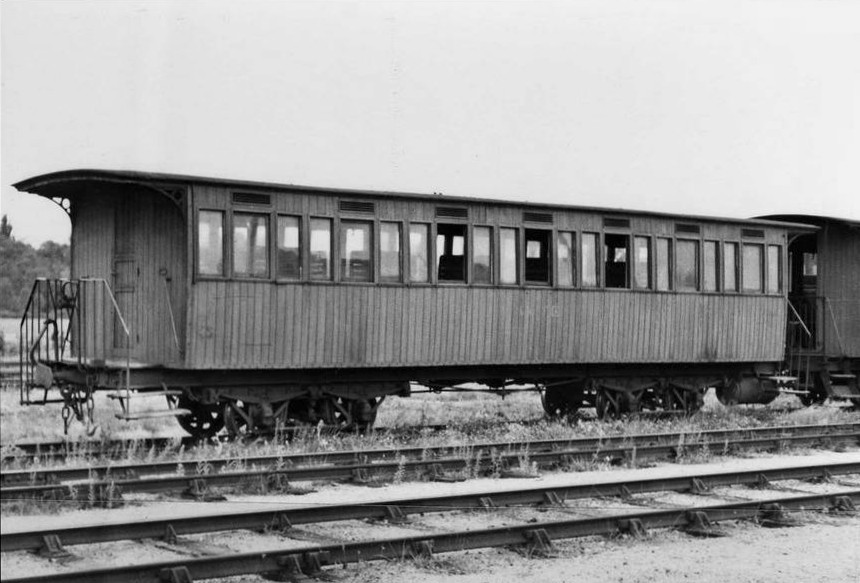
Voiture ex-SE Allier.

La ligne dessert treize gares ou simples arrêts le long de ses 21 kilomètres :
- Valmondois (station) ;
- Le Carrouge (arrêt) ;
- La Naze (halte) ;
- Verville (arrêt) ;
- Nesles-la-Vallée (station) ;
- Labbeville - Frouville (station) ;
- Brécourt (arrêt) ;
- Vallangoujard (station) ;
- Épiais-Rhus - Theuville (station) ;
- Berval (arrêt) ;
- Grisy-les-Plâtres (arrêt) ;
- Bréançon - Grisy (station) ;
- Marines (station).

## Exploitation
Exploitée par la Société générale des chemins de fer économiques (SE), le trafic de la ligne se maintient à un relativement bon niveau jusqu'à la Première Guerre mondiale, avec pas moins de quatre, voire cinq aller-retour quotidiens.

## Matériel roulant
À l'ouverture de la ligne, en 1886, le matériel roulant est constitué d'une locomotive-tender de type 031 T (trois essieux accouplés et un essieu porteur) d'un poids à vide de 18 tonnes, construite par la Société alsacienne de constructions mécaniques (SACM), et de trois voitures voyageurs d'un gabarit de 2,50 mètres à plates-formes d'extrémité (deux voitures mixtes 1re et 2e classe et une voiture de 2e classe). 
L'ouverture de la section entre Épiais-Rhus et Marines et l'augmentation du trafic liée fait commander une quatrième voiture mixte fourgon, livrée en 1893. Deux autres locomotives de type 031 T de la SACM, construites par les dépôt de La Chapelle de la Compagnie des chemins de fer du Nord, sont mises en service  en 1887. 
En 1923, une locomotive Mallet SACM de type 020-020 T est introduite sur la ligne en renfort des 031 T qui nécessitent d'être remises à neuf.
| Numéro | Nom            | Type      | Numéro SE | Date de mise en service |
| ------ | -------------- | --------- | --------- | ----------------------- |
| 1      | Valmondois     | 031 T     | 3501      | 1886                    |
| 2      | Épiais-Rhus    | 031 T     | 3541      | 1887                    |
| 3      | Nesles         | 031 T     | 3542      | 1887                    |
| 4      | Saint-Jeanvrin | 020-020 T | 3543      | 1923                    |

## Trafic
| Années | Voyageurs | GV      | PV       |
| ------ | --------- | ------- | -------- |
| 1913   | 223 508   | 1 057 t | 13 054 t |
| 1927   | 141 094   | 234 t   | 20 552 t |
| 1928   | 146 935   | 218 t   | 16 328 t |
| 1929   | 159 323   | 195 t   | 16 709 t |
| 1930   | 163 608   | 185 t   | 18 375 t |
| 1931   | 140 849   | 180 t   | 25 315 t |
| 1932   | 127 809   | 160 t   | 15 617 t |
| 1933   | 114 809   | 109 t   | 13 140 t |
| 1934   | 80 704    | 122 t   | 10 146 t |

Source : Claude Wagner, Les petits trains et les tramways du Val-d'Oise.

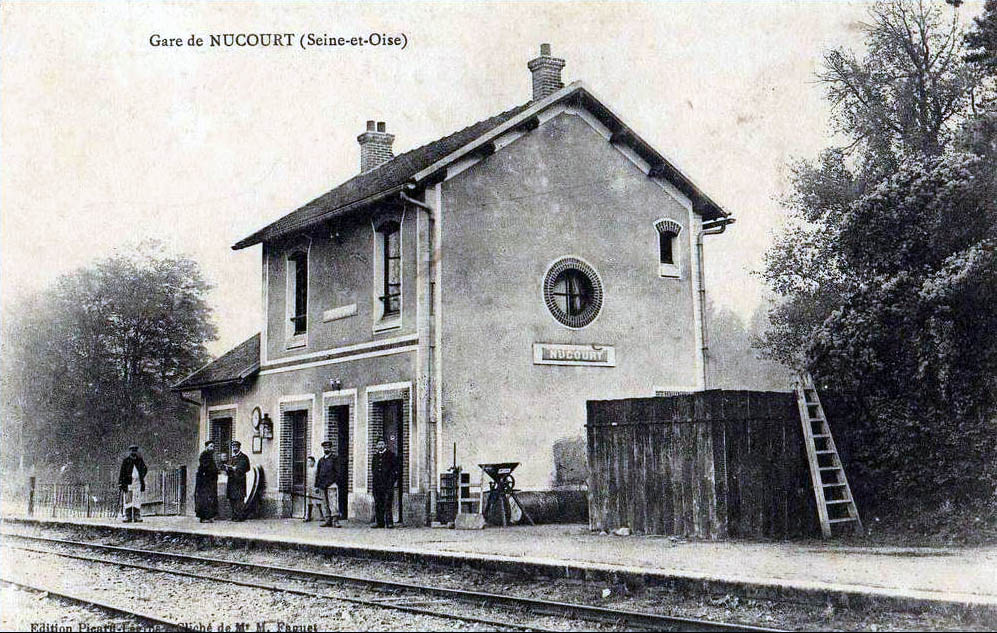
La gare de Nucourt (Seine-et-Oise, actuel Val-d'Oise).

## La ligne Chars - Magny-en-Vexin

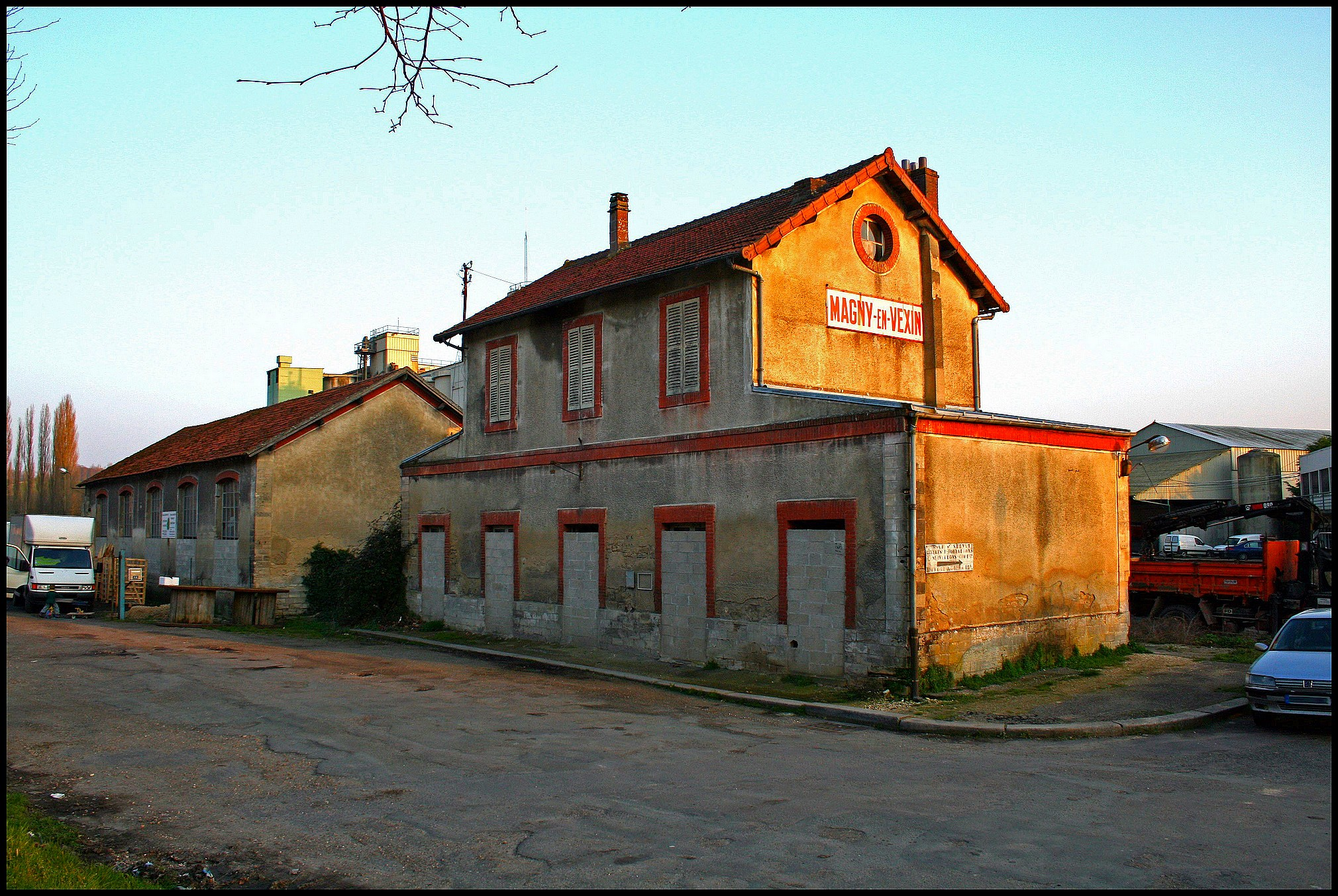
La gare de Magny-en-Vexin en 2007, terminus de la ligne de Chars à Magny-en-Vexin.

Cette ligne, embranchement à voie normale de la ligne de Saint-Denis à Dieppe et pendant occidental de l'embranchement de Chars à Marines, est concédée en 1865 et ouverte en août 1871. 
D'une longueur de 12,1 km et desservant deux gares intermédiaires (Nucourt et Bouconvillers), elle est reprise par la Compagnie des chemins de fer de l'Ouest le 22 août 1900. En 1909, la ligne passe sous le contrôle du réseau de l'État, comme toutes les lignes de la compagnie de l'Ouest. 
Le trafic voyageurs est transféré sur route par autocar en 1952 et seul un trafic marchandise résiduel lui survit jusqu'en 1987. Le bâtiment de la gare de Magny-en-Vexin abandonné est resté depuis en l'état, seule la marquise ayant disparu.